# Coleophora gypsella
Coleophora gypsella é uma espécie de mariposa do gênero Coleophora pertencente à família Coleophoridae.